# Арту Диту
Арту Диту (енгл. R2-D2) је измишљени робот из света Ратова звезда који увек иде у пару са другим роботом који се зове C-3PO. Први пут се појављује у филму Звездани ратови — епизода IV: Нова нада, после чега се појављује и у свих седам преосталих наставака. Он је, између осталог, оспособљен да:
- упада у друге рачунарске системе,
- лебди помоћу малих ракета у ногама,
- пројектује 3Д холограме.
- разуме говор, али одговара неразумљивим звиждањем.